# Georgina Herrera
Georgina Herrera est une poétesse cubaine.

## Biographie

### Enfance et formation
Elle est née le 23 avril 1936.

### Carrière
Elle publie son premier poète à 16 ans.

### Vie de famille
Elle est mariée à Manolo Granados. Elle a deux enfants. Elle divorce.